# هنري ماريت
هنري ماريت (بالفرنسية: Henri Maret)‏ هو صحفي وسياسي فرنسي، ولد في 4 مارس 1837 في فرنسا، وتوفي في 5 يناير 1917 في باريس في فرنسا. حزبياً، نشط في الحزب الراديكالي. وقد انتخب نائب فرنسي.